# Pyrrhopygopsis agaricon
Pyrrhopygopsis agaricon är en fjärilsart som beskrevs av Druce 1908. Pyrrhopygopsis agaricon ingår i släktet Pyrrhopygopsis och familjen tjockhuvuden. Inga underarter finns listade i Catalogue of Life.